# Herzogtum Bouillon

Das Wappen des Herzogtums Bouillon ähnelt dem von Österreich

Das Herzogtum Bouillon zwischen Frankreich und den Spanischen Niederlanden um 1560

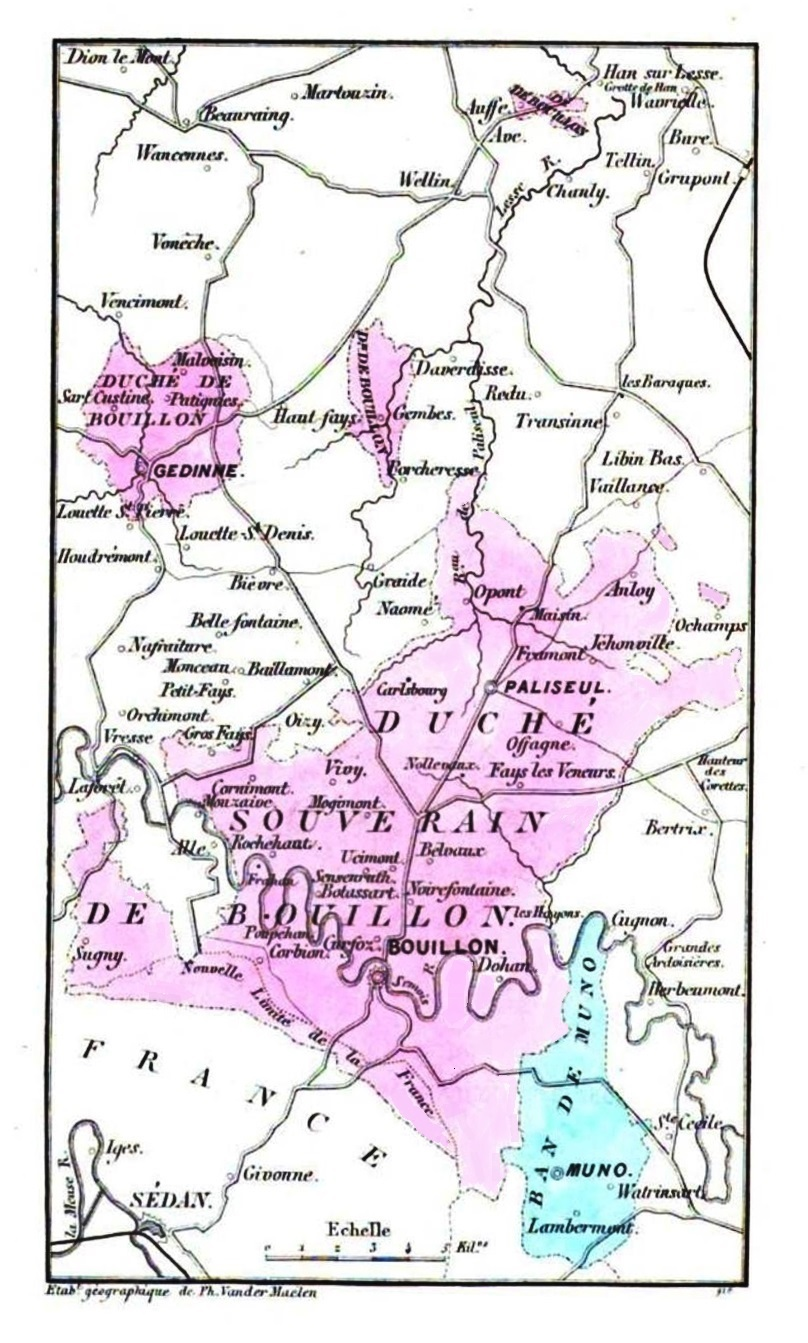
Karte des Herzogtums

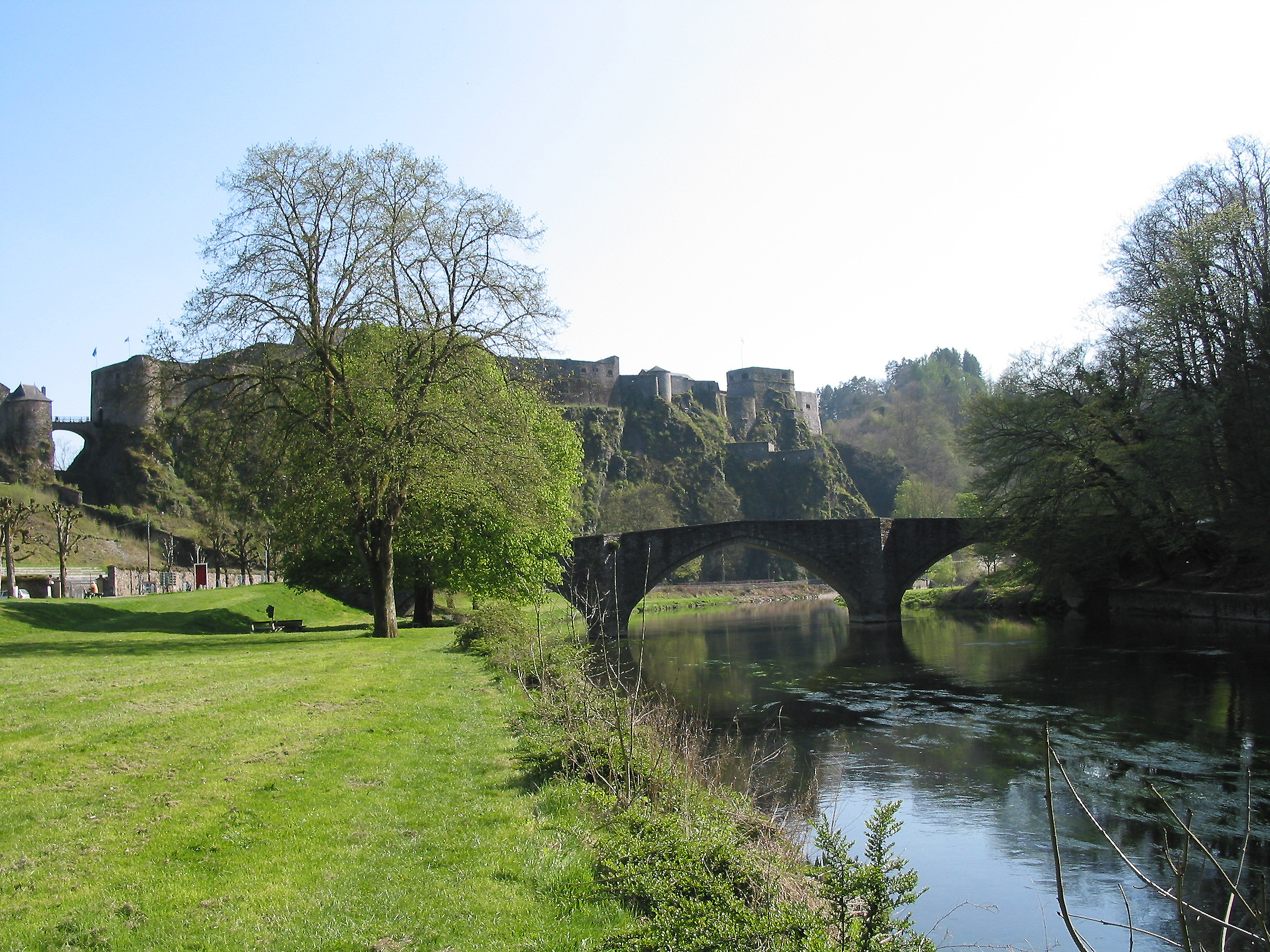
Burg Bouillon von der Semois aus gesehen

Das Herzogtum Bouillon war ein vom Hochmittelalter bis 1795 bestehendes kleines Territorium in den Ardennen im heutigen Belgien, nördlich der französischen Stadt Sedan. Es gehörte zunächst als Grafschaft zum Heiligen Römischen Reich, später als Herzogtum de facto zu Frankreich. Das Gebiet umfasste eine Fläche von ungefähr 375 km² mit 22.000 Einwohnern, die sich auf den Hauptort Bouillon und 25 Dörfer verteilten.
Von 1559 bis 1634 (von Henri-Robert de La Marck bis Frédéric-Maurice de La Tour d’Auvergne) wurde das Herzogtum durch reformierte Protestanten regiert.
Politisch fiel es schließlich 1642 in den französischen Herrschaftsbereich.

## Geschichte

### Vorgeschichte
Das Territorium des zukünftigen Herzogtums gehörte im Mittelalter zum Herzogtum Niederlothringen und war ein Allodialbesitz der Ardennengaugrafen, welche zu Beginn des 11. Jahrhunderts die Herrschaft in Niederlothringen übernahmen. Herzog Gottfried II. ließ um 1020 erstmals eine Burg in Bouillon bauen, die bei der Revolte seines Neffen Herzog Gottfried III. des Bärtigen 1045 von einem kaiserlichen Heer zerstört wurde. Gottfried der Bärtige ließ sie aber nach seiner Wiedereinsetzung in Niederlothringen 1065 wieder aufbauen.
Zum Ende des 11. Jahrhunderts war Bouillon im Besitz des später berühmten Kreuzfahrerführers Gottfried von Bouillon. Dieser war ein Enkelsohn Herzog Gottfrieds des Bärtigen, der jüngste Sohn dessen Tochter Ida, welcher Bouillon wahrscheinlich als Mitgift in ihre Ehe mit Graf Eustach II. von Boulogne gegeben wurde. Wenngleich das Grafenhaus von Boulogne der Feudalwelt des französischen Königreichs angehörte, wurde Gottfried durch seinen Besitz von Bouillon zu einem Vasallen des Heiligen Römischen Reichs und war als solcher ein treuer Anhänger Kaiser Heinrichs IV. Von diesem wurde er 1088 auch zu einem Herzog von Niederlothringen ernannt.
Als Gottfried sich um 1095 zu seiner Teilnahme am ersten Kreuzzug entschloss, verpfändete er Bouillon mit dem Einverständnis seiner Mutter für 1300 Mark Silber und 3 Mark Gold an den Bischof von Lüttich. Da sowohl Gottfried wie auch seine älteren Brüder keine männlichen Erben zurückließen, wurde die Vertragsbestimmung hinfällig, wonach die drei nächststehenden Angehörigen Gottfrieds ein Rückkaufrecht auf Bouillon eingeräumt wurde. Das Bistum konnte daher die Burg mit ihrem Umland behalten.
1129 erhob allerdings der Graf von Bar, Rainald I. der Einäugige, der mütterlicherseits weitläufig mit dem alten niederlothringischen Herzogshaus verwandt war, einen Anspruch auf Bouillon und eroberte die Burg. 1141 gelang dem Bischof die Rückeroberung, der seine Besitzrechte auf Bouillon 1155 vom Kaiser bestätigt bekam.

### Herzogtum
Es ist unsicher, seit wann die Bischöfe von Lüttich den Titel eines Herzogs von Bouillon tatsächlich trugen, aber bereits 1291 werden für Bouillon mehrere Vasallen als Pairs genannt. Erst ab Bischof Johann von Heinsberg 1456 ist der Titel für alle nachfolgenden Bischöfe gesichert. Auch der Grund, warum und wann die Herrschaft von Bouillon zu einem Herzogtum aufgewertet wurde, ist nicht überliefert; die Ähnlichkeit des Wappens von Bouillon mit dem von Österreich kann daher lediglich als Indiz für eine Rangerhöhung durch König Rudolf I. von Habsburg gewertet werden. Jedenfalls war Bouillon nach Brabant und Limburg das dritte Herzogtum auf dem Boden des ehemaligen Niederlothringen.
Graf Wilhelm I. von der Mark, Herr von Sedan, Statthalter und Pfandinhaber von Bouillon, entzog es dem Bistum im Jahre 1482.
1521 setzte sich der Bischof wieder in den Besitz von Bouillon, 1552 eroberte es der König von Frankreich und gab es Robert IV. de La Marck als Herzogtum. 1559 wurde Bouillon im Frieden von Cateau-Cambrésis an den Bischof zurückgegeben.
Am 30. September 1676 eroberte Frankreich Bouillon erneut und gab es am 1. Mai 1678 Godefroy Maurice de La Tour d’Auvergne als Herzogtum, was im Frieden von Nimwegen 1679 bestätigt wurde. Lediglich formal blieb es Teil des Heiligen Römischen Reichs, faktisch wurde es zu einem französischen Protektorat.

### Republik Bouillon 1791–1795
1791 wurde der Herzog abgesetzt und Bouillon zur Republik erklärt. Am 26. Oktober 1795 (4. Brumaire IV) wurden die 52 Gemeinden dieses Gebiets auf die benachbarten republikanisch-französischen Départements verteilt:
- Der Kanton Bouillon mit 17 Gemeinden kam zum Département Ardennes;
 Gemeinden: Die Stadt Bouillon und die Dörfer Bellevaux, Botassart, ?Briahant, Corbion, Curfox, Dohan, Frahan, Les Hayons, Laviot, Mogimont, Noirefontaine, Poupehan, Rochehaut, Senseruth, Ucimont, Vivy.
- Der Kanton Palisseux (Paliseul) mit 20 Gemeinden kam zum Département Forêts;
 Gemeinden: Hauptort Paliseul und die Dörfer Acremont, Anloy, Assenois, Aupont, Beth, Blanches-Oreilles, Carlsbourg, Fays-les-Veneurs, Fransous, Frêne, Glaumont, Jehonville, Lefart, Launoy, Merny, Nollesvaux, Offagne, Our, Plainevaux.
- Der Kanton Gedinne mit 5 Gemeinden kam zum Département Sambre-et-Meuse;
 Gemeinden: Hauptort Gedinne und die Dörfer Gembes, Malvoisin, Patignies, Le Sart-Custinne.
- Der Kanton Orchimont mit 7 Gemeinden kam ebenfalls zu Sambre-et-Meuse;
 Gemeinden: Hauptort Orchimont und die Dörfer Alle, Chairière-la-Grande, Cornimont, Gros-Fays, Six-Planes, Vagy.
- Die Gemeinden L’Allou-des-Tellin und L’Allou-de-Porcheresse kamen zum Kanton Rochefort und die Gemeinde Auffe zum Kanton Wellin des Departements Sambre-et-Meuse.
- Die Gemeinden Bagimont, Pussemange und Sugny wurden dem Kanton Neufmanil des Départements Ardennes angeschlossen.

### Restitutionsversuch 1815 und Nachgeschichte
Am 1. Januar 1815 wurde Bouillon für Philipp d’Auvergne in Besitz genommen, einen Adoptivsohn des vorletzten Herzogs, der das Herzogtum aber im September des gleichen Jahres wieder herausgeben musste. Im Wiener Kongress fiel die Gegend um Bouillon an das wiederhergestellte Luxemburg, das faktisch (in Personalunion) mit dem neuen Vereinigten Königreich der Niederlande verbunden war. 1824 wurde das Herzogtum Bouillon an die Niederlande verkauft. Bei der Teilung der Niederlande 1839 fiel Bouillon an Belgien.
Den Titel eines Herzogs von Bouillon hingegen sprach im Anschluss an den Wiener Kongress ein Schiedsgericht am 1. Juli 1816 aufgrund alten Familien- und Verwandtschaftsrechts nicht Philipp d'Auvergne zu, sondern Charles Alain Gabriel de Rohan, als nächstem männlichen Verwandten des letzten Herzogs aus dem Hause La Tour d’Auvergne.

## Liste der Verwalter und Herrscher

### Herren von Bouillon
- Gottfried 1076–1095
- gehört zu Lüttich 1095–1496

### Gouverneure
- Gerard de Jambe ca. 1267
- Eberhard von der Marck (Bouillon) 1430–1445
- Ludwig von der Marck 1445–1457
- Arnold von Conwaren 1457–1479
- Wilhelm I. von der Mark 1479–1483
- Robert I. de La Marck 1483–1489
- Robert II. de La Marck 1489–1496

### Haus de La Marck
- Robert III. de La Marck 1496–1522
- Haus de La Marck gehört zu Lüttich 1522–1552
- Robert IV. de La Marck 1552–1556
  - erhält Bouillon vom König von Frankreich als Herzogtum verliehen
- Henri Robert I. de La Marck 1556–1574
- Guillaume Robert de La Marck 1574–1588
- Charlotte de La Marck 1588–1594

### La Tour d’Auvergne
Durch Heirat von Henri de La Tour d’Auvergne mit Charlotte von der Mark 1591 ging das Herzogtum an das Haus La Tour d’Auvergne über
- 1594–1623: Henri (1555–1623), souveräner 5. Herzog von Bouillon, 4 Fürst von Sedan
- 1623–1642: Frédéric Maurice (1605–1652), 6. Herzog von Bouillon, 5. Fürst von Sedan, 1651 Duc d’Albret et de Château-Thierry, Comte d’Auvergne, d’Évreux et de Beaumont-le-Roger
- 1642–1678: 1642 von Frankreich besetzt, 1651 Entschädigung, 1678 unter französischer Oberhoheit bzgl. Bouillon restitutiert
- 1678–1696: Godefroy Maurice (1636–1721), 1652 2. Duc d’Albret et de Château-Thierry, Comte d’Auvergne, d’Évreux et de Beaumont-le-Roger, 1665 Pair de France, 1678 7. Duc de Bouillon
- 1696–1730: Emmanuel Théodose (1668–1730) 1696 8. Herzog von Bouillon, 1721 3. Duc d’Albret et de Château-Thierry, Comte d’Auvergne, d’Évreux et de Beaumont-le-Roger, Pair de France
- 1730–1771: Charles Godefroy (1706–1771), 9. Herzog von Bouillon, 4. Duc d’Albret et de Château-Thierry, Pair de France etc.
- 1771–1792: Godefroi Charles Henri (1728–1792), 10. Herzog von Bouillon (1791 enteignet), 5. Duc d’Albret et de Château-Thierry, Pair de France
- 1792–1802: Jacques Leopold (1746–1802), Titularherzog von Bouillon, 6. Duc d’Albret et de Château-Thierry
- Philippe de La Tour d’Auvergne († 1816), Adoptivsohn von Godefroy Charles Henri, Prince de Bouillon

### Haus Rohan
Der Wiener Kongress sprach 1816 dem Haus Rohan aufgrund alten Verwandtschaftsrechts den Titel eines Herzogs von Bouillon zu.
- Charles Alain Gabriel de Rohan (1764–1836) 1808 Fürst von Rohan, 10. Prince de Guéméné, 9. Herzog von Montbazon, 1816 Herzog von Bouillon
- Louis Victor Mériadec (1766–1846) Fürst von Rohan-Guéméné, 1836 10. Herzog von Montbazon, Herzog von Bouillon, 11. Prince de Guéméné, Graf von Saint-Pol, dessen Bruder
- Camille Philippe Joseph Idesbald (1800–1892) 1846 Fürst Rohan, 11. Herzog von Montbazon, Herzog von Bouillon, 12. Prince de Guéméné, Prince de Rochefort et de Montauban, dessen Adoptivsohn
  - Arthur de Rohan (1826–1885), dessen Sohn
- Alain Benjamin Arthur (1853–1914) 1892 Fürst Rohan, 12. Herzog von Montbazon, Herzog von Bouillon, 13. Prince de Guéméné, Princ de Rochefort et de Montauban, dessen Sohn
- Alain Anton Joseph Adolf Ignaz Maria (1893–1976) 1914 Fürst Rohan, 13. Herzog von Montbazon, Herzog von Bouillon, 14. Prince de Guéméné, Prince de Rochefort et de Montauban, dessen Sohn
- Karl-Alain Albert Maria (* 1934), 1976 Fürst Rohan etc.